# Біргіт Карлстен
Біргіт Карлстен (швед. Birgit Carlstén (8 грудня 1949, Гускварна — 2 червня 2025) — шведська актриса і співачка.

## Біографія
Біргіт народилась у місті Гускварна (Швеція) 8 грудня 1949, але коріння її походять з ландскапу Даларна, де в літній час вона проживає на сімейній фермі в Лександ. Має в тому числі французьке походження і її часто порівнюють з Едіт Піаф.
У 1969—1970 вона навчалась в сценічній школі у м. Скара. У 1970—1974 продовжила навчання в театральній школі в Мальме.
Її кар'єра почалася в театрі Pioneer в Гетеборзі. Згодом вона виступала в таких театрах як Riksteatern (Національний переїзний театр Швеції, який не має права виступати в столиці, і повинен мандрувати по всій країні, де в його розпорядженні є 256 приміщень), Театр комедії в Стокгольмі, Гельсінгборзький міський театр, Музика і театр Смоланда і Värmlandsoperan (Вермланд опера) в Карлстаді, виступала на сцені театру комедії Lisebergsteatern в Гетеборзі.
Також Біргіт читала поеми на радіо і була клоуном в цирку Cirkus Scott. На телебаченні знімалась в серіалах, серед яких кримінальний детектив Polisen och domarmordet (1993) і популярний комедійний серіал Saltön (2005—2010).
Протягом багатьох років Біргіт співпрацювала з відомим акордеоністом Ларсом Холмом (Lars Holm) з Мальме. Разом вони випустили компакт-диск з піснями шведською і французькою мовами. Серед відомих пісень «Казка про Піаф», яку вони виконали на човні.
В 1996 вона взяла участь в розважальній телепрограмі національного шведського телебачення SVT під назвою «På spåret (на треку)» і здобула там перемогу у вікторині на знання про різні міста. Програма, в якій в кілька турів змагаються шведські знаменитості, дуже популярна у Швеції.
Біргіт Карлстен також працювала лектором і педагогом, була членом Смолендської академії.

## Фільмографія
- 1998 — Ivar Kreuger (Madame)
- 1994 — Good Night Irene (Maja)
- 1993 — міні-серіал Polisen och domarmordet (Sylvia Petréus)
- 1986 — Жертвопринесення (озвучка)
- 1980 — Sinkadus (співачка)
- 1979 — Linus eller Tegelhusets hemlighet (Emily)